# Bilan (revue)
Pour les articles homonymes, voir Bilan.
La revue Bilan était le bulletin théorique mensuel de la Fraction de Gauche du Parti communiste italien.

## Tirer les leçons des défaites passées
Cette revue se rattache au courant de la Gauche Communiste qui essaie de tirer les leçons, de dresser le « bilan », de la contre-révolution russe du point de vue du prolétariat révolutionnaire. La note liminaire du premier numéro présente ainsi les objectifs de la revue : « Nous entendons faire de la revue un organe de clarification politique et de compréhension de la situation sociale actuelle particulièrement complexe. »
La revue commence à paraître en novembre 1933, pour s’achever au numéro 46 en décembre 1938 et passer le relais à la revue Octobre. Dans une période sombre où le mouvement ouvrier reflue de toute part, elle assure la défense des principes prolétariens les plus fondamentaux, notamment l'internationalisme. Mais la poignée de militants qui assurent la parution de la revue, dans des conditions matérielles souvent pénibles, n'hésitent pas également à entreprendre avec méthode et rigueur de vastes analyses et clarifications théoriques nouvelles, que ce soit sur les conditions de la contre-révolution, le cours historique de marche à la guerre, la période de transition, la dictature du prolétariat.

## Un espace de confrontation politique
Avec un état d'esprit d'ouverture remarquable, Bilan et la Fraction italienne tentent de nouer contact avec les autres groupes prolétariens qui subsistent de ci de là, mais sur la base de confrontations politiques rigoureuses. Ce sera le cas en particulier avec des éléments de la Ligue des Communistes de Belgique. La revue se fera toujours l'écho de ces discussions ou polémiques, comme lorsque la Fraction se divisera sur l'attitude à adopter face aux évènements d'Espagne en 1936.
Parmi les rédacteurs de la revue, il faut citer au premier rang Ottorino Perrone (dit Versesi), ainsi que Virgilio Verdaro (dit Gatto Mamone), Jean Mélis (dit Mitchell), Henri Heerbrant (dit Hilden), Adhémar Hennaut, Soep, etc.
La revue fera également toujours une place dans ses colonnes pour exprimer sa solidarité avec les militants internationalistes victimes de la contre-révolution, tels Calligaris ou Victor Serge.

## «Ne pas trahir»
Loin de tout immédiatisme et écartant les manœuvres tactiques à géométrie variable où se complairaient souvent les groupes trotskistes, Bilan fait preuve d'une grande lucidité en analysant la situation de 1933 : « le prolétariat n’est peut-être plus en mesure d’opposer le triomphe de la révolution au déclenchement d’une nouvelle guerre impérialiste. Cependant, s’il reste des chances de reprise révolutionnaire immédiate, elles consistent uniquement dans la compréhension des défaites passées. Ceux qui opposent à ce travail indispensable d’analyse historique le cliché de la mobilisation immédiate des ouvriers, ne font que jeter de la confusion, qu’empêcher la reprise réelle des luttes prolétariennes. »
Dans ce contexte difficile, Bilan affirmera à plusieurs reprises que la « tâche de l'heure » est de « ne pas trahir », pour que soient sauvegardés les acquis théoriques du prolétariat lorsque, à la suite de cet opiniâtre travail de Fraction, se reformera le Parti de la révolution.
Bilan disparaît en 1938  Extrait de présentation de la revue octobre sur le site Institut Smolny : : " Prenant la suite de BILAN, la revue Octobre, "Revue du Bureau International des Fractions de Gauche" ne connaît que 5 numéros avant la dispersion de la Fraction. Le rythme mensuel, annoncé dans le dernier numéro de "Bilan" ne durera que 4 mois. Contrairement aux espérances qui se manifestaient alors, le cours à la guerre impérialiste ne verra pas surgir de poussées prolétariennes de l’ampleur de celles de la première guerre mondiale, ni même de formation des fractions de gauche dans tous les pays (lire l’article Bilan disparaît, dans Bilan no 46)."